# Bastard Operator From Hell
Bastard Operator From Hell (BOFH, algo como Operador Bastardo do Inferno, numa tradução livre), é um personagem fictício criado por Simon Travaglia. O BOFH é um administrador de redes que extravasa sua raiva sobre os usuários (frequentemente chamados de lusers — junção fonética de user e loser, ou seja, "usuário" e "perdedor"), seus colegas, chefes e qualquer pessoa que tenha a má sorte de cruzar o seu caminho.
As histórias do BOFH começaram a ser postadas por Travaglia em 1992 na Usenet. Foram publicadas semanalmente entre 1995 e 1999 na Network Week, e a partir de 2000, no The Register, quase toda semana. Também foram publicadas por um curto período na revista PC Plus, e foram reunidas em vários livros.
Por analogia, o nome costuma ser usado em referência a qualquer administrador de redes que exiba (ou que admire) as "qualidades" do original. A expressão tornou-se bastante comum no internetês.
Nas histórias, o PFY (Pimply-Faced Youth ou "Jovem de Cara Espinhosa") é o assistente do BOFH; o nome também popularizou-se para designar trainees de administradores de rede.

## Obras
- The Bastard Operator From Hell (Plan Nine, ISBN 1-929462-17-4)
- Bastard Operator From Hell II: Son of the Bastard (Plan Nine, ISBN 1-929462-40-9)
- Bride of the Bastard Operator From Hell (Plan Nine, ISBN 1-929462-48-4)
- Dummy Mode Is Forever (Plan Nine, ISBN 1-929462-63-8)
- Dial "B" For Bastard (Plan Nine, ISBN 1-929462-94-8)

## Canção
- Há até uma canção gravada em 2006 pelo UK's Unix & Open Systems User Group.